# 蒙斯海姆
蒙斯海姆是德国莱茵兰-普法尔茨州的一个市镇。总面积9.61平方公里，总人口2463人，其中男性1184人，女性1279人（2011年12月31日），人口密度256人/平方公里。